# Grand Prix Formule 1 van Oostenrijk 2018
De Grand Prix Formule 1 van Oostenrijk 2018 werd gehouden op 1 juli op de Red Bull Ring. Het was de negende race van het kampioenschap.

## Vrije trainingen

### Uitslagen
- Er wordt enkel de top-5 weergegeven.

| Vrije training 1 | Pos | No | Coureur          | Constructeur       | Tijd     |
| ---------------- | --- | -- | ---------------- | ------------------ | -------- |
| Vrije training 1 | 1   | 44 | Lewis Hamilton   | Mercedes           | 1:04.839 |
| Vrije training 1 | 2   | 77 | Valtteri Bottas  | Mercedes           | 1:04.966 |
| Vrije training 1 | 3   | 33 | Max Verstappen   | Red Bull-TAG Heuer | 1:05.072 |
| Vrije training 1 | 4   | 5  | Sebastian Vettel | Ferrari            | 1:05.180 |
| Vrije training 1 | 5   | 3  | Daniel Ricciardo | Red Bull-TAG Heuer | 1:05.483 |
| Vrije training 2 | Pos | No | Coureur          | Constructeur       | Tijd     |
| Vrije training 2 | 1   | 44 | Lewis Hamilton   | Mercedes           | 1:04.579 |
| Vrije training 2 | 2   | 77 | Valtteri Bottas  | Mercedes           | 1:04.755 |
| Vrije training 2 | 3   | 5  | Sebastian Vettel | Ferrari            | 1:04.815 |
| Vrije training 2 | 4   | 3  | Daniel Ricciardo | Red Bull-TAG Heuer | 1:05.031 |
| Vrije training 2 | 5   | 33 | Max Verstappen   | Red Bull-TAG Heuer | 1:05.125 |
| Vrije training 3 | Pos | No | Coureur          | Constructeur       | Tijd     |
| Vrije training 3 | 1   | 5  | Sebastian Vettel | Ferrari            | 1:04.070 |
| Vrije training 3 | 2   | 44 | Lewis Hamilton   | Mercedes           | 1:04.099 |
| Vrije training 3 | 3   | 77 | Valtteri Bottas  | Mercedes           | 1:04.204 |
| Vrije training 3 | 4   | 7  | Kimi Räikkönen   | Ferrari            | 1:04.470 |
| Vrije training 3 | 5   | 33 | Max Verstappen   | Red Bull-TAG Heuer | 1:04.791 |

Testcoureur in vrije training 1:
 Robert Kubica (Williams-Mercedes)

## Kwalificatie
Valtteri Bottas behaalde voor Mercedes zijn eerste pole position van het seizoen. Zijn teamgenoot Lewis Hamilton kwalificeerde zich als tweede, terwijl de Ferrari-coureurs Sebastian Vettel en Kimi Räikkönen de derde en vierde tijd neerzetten. Max Verstappen werd vijfde voor Red Bull, met de verrassende Haas-coureur Romain Grosjean op de zesde plaats. Daniel Ricciardo en Kevin Magnussen kwalificeerden zich als zevende en achtste. De top 10 werd afgesloten door het Renault-duo Carlos Sainz jr. en Nico Hülkenberg.
Sauber-coureur Charles Leclerc moest na afloop van de derde vrije training de versnellingsbak van zijn auto laten vervangen. Aangezien deze niet voor de verplichte zes opeenvolgende races in de auto heeft gelegen, kreeg hij hiervoor vijf startplaatsen straf. Sebastian Vettel kreeg een straf van drie startplaatsen vanwege het hinderen van Carlos Sainz jr. in het tweede deel van de kwalificatie. Toro Rosso-rijder Brendon Hartley moest achteraan starten nadat hij zijn motor moest wisselen. McLaren-coureur Fernando Alonso moest uit de pitstraat starten omdat zijn team aanpassingen had gemaakt aan zijn voorvleugel, terwijl dit volgens de reglementen niet toegestaan was.

### Kwalificatie-uitslag
| Pos                 | No | Coureur           | Constructeur         | Q1       | Q2       | Q3       | Grid |
| ------------------- | -- | ----------------- | -------------------- | -------- | -------- | -------- | ---- |
| 1                   | 77 | Valtteri Bottas   | Mercedes             | 1:04.175 | 1:03.756 | 1:03.130 | 1    |
| 2                   | 44 | Lewis Hamilton    | Mercedes             | 1:04.080 | 1:03.577 | 1:03.149 | 2    |
| 3                   | 5  | Sebastian Vettel  | Ferrari              | 1:04.347 | 1:03.544 | 1:03.464 | 6    |
| 4                   | 7  | Kimi Räikkönen    | Ferrari              | 1:04.234 | 1:03.975 | 1:03.660 | 3    |
| 5                   | 33 | Max Verstappen    | Red Bull-TAG Heuer   | 1:04.273 | 1:04.001 | 1:03.840 | 4    |
| 6                   | 8  | Romain Grosjean   | Haas-Ferrari         | 1:04.242 | 1:04.059 | 1:03.892 | 5    |
| 7                   | 3  | Daniel Ricciardo  | Red Bull-TAG Heuer   | 1:04.723 | 1:04.403 | 1:03.996 | 7    |
| 8                   | 20 | Kevin Magnussen   | Haas-Ferrari         | 1:04.460 | 1:04.291 | 1:04.051 | 8    |
| 9                   | 55 | Carlos Sainz jr.  | Renault              | 1:04.948 | 1:04.561 | 1:04.725 | 9    |
| 10                  | 27 | Nico Hülkenberg   | Renault              | 1:04.864 | 1:04.676 | 1:05.019 | 10   |
| 11                  | 31 | Esteban Ocon      | Force India-Mercedes | 1:05.148 | 1:04.845 |          | 11   |
| 12                  | 10 | Pierre Gasly      | Toro Rosso-Honda     | 1:05.011 | 1:04.874 |          | 12   |
| 13                  | 16 | Charles Leclerc   | Sauber-Ferrari       | 1:04.967 | 1:04.979 |          | 17   |
| 14                  | 14 | Fernando Alonso   | McLaren-Renault      | 1:04.965 | 1:05.058 |          | Pit  |
| 15                  | 18 | Lance Stroll      | Williams-Mercedes    | 1:05.264 | 1:05.286 |          | 13   |
| 16                  | 2  | Stoffel Vandoorne | McLaren-Renault      | 1:05.271 |          |          | 14   |
| 17                  | 11 | Sergio Pérez      | Force India-Mercedes | 1:05.279 |          |          | 15   |
| 18                  | 35 | Sergej Sirotkin   | Williams-Mercedes    | 1:05.322 |          |          | 16   |
| 19                  | 28 | Brendon Hartley   | Toro Rosso-Honda     | 1:05.366 |          |          | 19   |
| 20                  | 9  | Marcus Ericsson   | Sauber-Ferrari       | 1:05.479 |          |          | 18   |
| 107% tijd: 1:08.565 |    |                   |                      |          |          |          |      |

## Wedstrijd
Max Verstappen behaalde de vierde Grand Prix-overwinning in zijn carrière, tevens zijn eerste zege van het seizoen. Kimi Räikkönen eindigde als tweede, met Sebastian Vettel op de derde plaats. Zij maakten allen handig gebruik van een virtual safetycar-situatie, die werd veroorzaakt door het stilvallen van Valtteri Bottas door problemen met zijn versnellingsbak, om zo hun verplichte pitstop te maken, terwijl raceleider Lewis Hamilton dit niet deed. Hamilton viel later zelf ook uit vanwege problemen met zijn benzinedruk. Daniel Ricciardo lag lange tijd op een tweede plaats, maar viel ook uit vanwege een versnellingsbakprobleem. De Haas-coureurs Romain Grosjean en Kevin Magnussen werden vierde en vijfde en behaalden zo het beste resultaat uit de geschiedenis van het team. Force India-coureurs Esteban Ocon en Sergio Pérez werden zesde en zevende, nadat Ocon in de laatste ronde Pérez inhaalde vanwege een mislukte teamorder. Fernando Alonso werd achtste na uit de pitstraat te zijn gestart. De Sauber-coureurs Charles Leclerc en Marcus Ericsson sloten de top 10 af, waarbij Leclerc in de laatste ronde langs Ericsson ging vanwege een mislukte teamorder.
Williams-coureur Lance Stroll ontving na afloop van de race een tijdstraf van tien seconden vanwege het negeren van blauwe vlaggen. Door deze straf viel hij in de einduitslag één positie terug.

### Race-uitslag
| Pos. | No. | Coureur           | Constructeur         | Rondes | Tijd/Oorzaak uitval | Grid | Punten |
| ---- | --- | ----------------- | -------------------- | ------ | ------------------- | ---- | ------ |
| 1    | 33  | Max Verstappen    | Red Bull-TAG Heuer   | 71     | 1:21:56.024         | 4    | 25     |
| 2    | 7   | Kimi Räikkönen    | Ferrari              | 71     | +1.504              | 3    | 18     |
| 3    | 5   | Sebastian Vettel  | Ferrari              | 71     | +3.181              | 6    | 15     |
| 4    | 8   | Romain Grosjean   | Haas-Ferrari         | 70     | +1 ronde            | 5    | 12     |
| 5    | 20  | Kevin Magnussen   | Haas-Ferrari         | 70     | +1 ronde            | 8    | 10     |
| 6    | 31  | Esteban Ocon      | Force India-Mercedes | 70     | +1 ronde            | 11   | 8      |
| 7    | 11  | Sergio Pérez      | Force India-Mercedes | 70     | +1 ronde            | 15   | 6      |
| 8    | 14  | Fernando Alonso   | McLaren-Renault      | 70     | +1 ronde            | Pit  | 4      |
| 9    | 16  | Charles Leclerc   | Sauber-Ferrari       | 70     | +1 ronde            | 17   | 2      |
| 10   | 9   | Marcus Ericsson   | Sauber-Ferrari       | 70     | +1 ronde            | 18   | 1      |
| 11   | 10  | Pierre Gasly      | Toro Rosso-Honda     | 70     | +1 ronde            | 12   |        |
| 12   | 55  | Carlos Sainz jr.  | Renault              | 70     | +1 ronde            | 9    |        |
| 13   | 35  | Sergej Sirotkin   | Williams-Mercedes    | 69     | +2 ronden           | 16   |        |
| 14   | 18  | Lance Stroll      | Williams-Mercedes    | 69     | +2 ronden           | 13   |        |
| 15   | 2   | Stoffel Vandoorne | McLaren-Renault      | 65     | Schade ongeluk      | 14   |        |
| DNF  | 44  | Lewis Hamilton    | Mercedes             | 62     | Benzinedruk         | 2    |        |
| DNF  | 28  | Brendon Hartley   | Toro Rosso-Honda     | 54     | Hydraulisch         | 19   |        |
| DNF  | 3   | Daniel Ricciardo  | Red Bull-TAG Heuer   | 53     | Uitlaat             | 7    |        |
| DNF  | 77  | Valtteri Bottas   | Mercedes             | 13     | Hydraulisch         | 1    |        |
| DNF  | 27  | Nico Hülkenberg   | Renault              | 11     | Motor               | 10   |        |

## Tussenstanden wereldkampioenschap
Betreft tussenstanden voor het wereldkampioenschap na afloop van de race.

### Coureurs
| Positie | No. | Rijder           | Team               | Punten |
| ------- | --- | ---------------- | ------------------ | ------ |
| 01      | 5   | Sebastian Vettel | Ferrari            | 146    |
| 02      | 44  | Lewis Hamilton   | Mercedes           | 145    |
| 03      | 7   | Kimi Räikkönen   | Ferrari            | 101    |
| 04      | 3   | Daniel Ricciardo | Red Bull-TAG Heuer | 96     |
| 05      | 33  | Max Verstappen   | Red Bull-TAG Heuer | 93     |
| 06      | 77  | Valtteri Bottas  | Mercedes           | 92     |
| 07      | 20  | Kevin Magnussen  | Haas-Ferrari       | 37     |
| 08      | 14  | Fernando Alonso  | McLaren-Renault    | 36     |
| 09      | 27  | Nico Hülkenberg  | Renault            | 34     |
| 10      | 55  | Carlos Sainz jr. | Renault            | 28     |

### Constructeurs
| Positie | Team                 | Punten |
| ------- | -------------------- | ------ |
| 01      | Ferrari              | 247    |
| 02      | Mercedes             | 237    |
| 03      | Red Bull-TAG Heuer   | 189    |
| 04      | Renault              | 62     |
| 05      | Haas-Ferrari         | 49     |
| 06      | McLaren-Renault      | 44     |
| 07      | Force India-Mercedes | 42     |
| 08      | Toro Rosso-Honda     | 19     |
| 09      | Sauber-Ferrari       | 16     |
| 10      | Williams-Mercedes    | 4      |

## Banden
De verplichte bandensets van Pirelli zijn de gele soft, de rode supersoft en de paarse ultrasoft compounds.